# کنیچی: قویترین شاگرد
کنیچی: قویترین شاگرد (به ژاپنی: 史上最強の弟子ケンイチ، به انگلیسی: Kenichi: The Mightiest Disciple ) یک سری مانگای ژاپنی است که توسط سیون ماتسونا نوشته و طراحی شده‌است. این مانگا در هفته‌نامهٔ شونن ساندی از اوت ۲۰۰۲ تا سپتامبر ۲۰۱۴ منتشر می‌شد.
یک مجموعه انیمه ۵۰ قسمتی نیز توسط استودیوی توکیو مووی شینشا از این مانگا ساخته شده که پخش آن از ۷ اکتبر ۲۰۰۶ در شبکه تی‌وی توکیو آغاز و در سال سپتامبر ۲۰۰۷ به پایان رسید. این انیمه از ابتدای نسخه مانگا تا انتهای آرک راگناروک را شامل می‌شود.استودیوی «برینز بیس» یک اووی‌ای یازده قسمتی نیز برای این مجموعه تهیه کرده است که داستان آن ادامهٔ آرک راگناروک را شامل می‌شود.